# Lijst van betaaldvoetbalclubs in Azerbeidzjan
Dit is een overzicht van alle voetbalclubs die in het heden of het verleden hebben deelgenomen aan het betaalde voetbal in Azerbeidzjan.
Zie ook:
- Yuksak Liga
- Azerbeidzjaans voetbalelftal
- Voetbal van A tot Z

## A
- Adliyya Bakoe
- Ansad Petrol Neftchala
- Anzu Terter
- MKT Araz Imishli
- Azal Bakoe

## B
- Bakili Bakoe
- ABN Barda
- Boyuk Vadi Bakoe

## C
- Chinar Geokgai
- Chinar-Politseiskaya Akademia Bakoe

## E
- Energetik Ali-Bairamly
- Energetik Mingacevir

## F
- Farid Bakoe
- FK Bakoe

## G
- Gartal-95 Bakoe
- FC Genclerbirliyi Sumqayit
- FC Geyazan Gazakh
- FC Gobustan
- Göy-Göl Xanlar
- Gum Adasy Bakoe
- Gyandzhlik Sumqayit

## I
- Inshaatchi Bakoe
- FK Inter Baku

## K
- FC Kapaz Ganja
- FC Karabakh Agdam
- Karabakh Lokbatan
- Karat Bakoe
- FK Karvan Evlakh
- Kavkaz Belokan
- FK Khazar Lenkoran
- Khazar Sumqayit
- Khazri Buzovna
- Kur-Nur Mingechaur
- Kyurmuk Kakhi

## L
- Lider Karabakh Agdam
- Lokomotiv Imisli

## M
- MOIK Bakoe

## N
- FK Nakhchivan
- Neftçi Bakoe
- Neftegaz-GNKAR Bakoe

## O
- Olimpik Bakoe

## P
- Pambygchi Zardab
- ANS Pivani Bakoe
- Plastik Salyany

## R
- Rote Fahne Tovuz

## S
- Sabail Bakoe
- SAF Bakoe
- Sakhil Bakoe
- Särur Bakoe
- Shafa Bakoe
- FK Shahdag-Samur Kusar
- FK Shamkir
- Shirvan Agdam
- Simurq Zagatala
- Siyazan Broiler

## T
- Trudovye Rezervy Bakoe
- FC Turan Tovuz

## U
- Umid Bakpe

## V
- Vilyash Masally

## Y
- Yeni Yevlakh